# Francisco Nicolía Jameson
Francisco Nicolía Jameson fue un Comisario de la Policía de la Capital que tuvo un gran protagonismo en los sucesos de 1921 en la Provincia de Santa Cruz (Argentina), conocidos como la Patagonia rebelde.

## Biografía
Nicolía nació en el seno de una tradicional familia sanjuanina; por línea materna era descendiente de William Jameson, un médico y naturalista escocés, que radicado en Ecuador,[cita requerida] ocupó varios cargos públicos en ese país y estuvo en la Argentina en 1869 visitando a sus hijos establecidos en la Provincia de San Juan, uno de los cuales fue su abuelo.

### En laPatagonia
Nicolía estuvo encargado de reprimir una revuelta sindical de los trabajadores de la lana de Santa Cruz, liderados por el sindicalista español Antonio Soto, durante la presidencia de Hipólito Yrigoyen. El nombre de Nicolía es mencionado varias veces en el libro La Patagonia rebelde de Osvaldo Bayer, en algunas ocasiones recibiendo órdenes del entonces gobernador UCR Edelmiro Correa Falcón. El hecho de que las patronales de esa provincia estuvieran dirigidas por ciudadanos británicos y que el apellido materno de Nicolía fuese Jameson, siempre generó suspicacias, como que el propio Nicolía se convirtiera en miembro de la Sociedad Rural Argentina.  
Entre otras demandas los obreros exigían que en recintos de 16 m² no durmieran más de tres hombres, que se entregase un paquete de velas a cada obrero mensualmente,  un mejoramiento de las raciones de alimentos,  una jornada laboral menor a 14 horas diarias y un sueldo mínimo mensual de 100 pesos. Este pliego fue rechazado por la organización que nucleaba a los estancieros y la Sociedad Rural. La respuesta de los trabajadores fue declarar la huelga general en toda Santa Cruz.
Sin embargo, otros dicen que el conflicto fue fomentado por los chilenos, buscando crear un descontrol que propiciara un invasión; que la gran mayoría de los trabajadores eran de ese origen o anarquistas europeos, y que las autoridades nacionales no hicieron más que defender la soberanía y el orden constitucional.[cita requerida]Al término del conflicto entre 300 y 1500 obreros habían sido fusilados o sentenciados a pena capital. participó personalmente en la estancia La Anitaen la selección de los huelguistas que fueron fusilados en dicha estancia por la policía. Nicolía Jameson era uno de los más grandes hacendados ovinos de Santa Cruz, junto con la familia Braun Menendéz, y Blanco Villegas. Jameson sería uno de los principales aportantes a la campaña presidencial de 1916